# Liste der Stolpersteine in Havelberg
Die Liste der Stolpersteine in Havelberg enthält alle Stolpersteine, die im Rahmen des gleichnamigen Kunst-Projekts von Gunter Demnig in Havelberg verlegt wurden. Mit ihnen soll Opfern des Nationalsozialismus gedacht werden, die in Havelberg lebten und wirkten. Bei der bislang einzigen Verlegeaktion wurden am 23. Oktober 2014 vier Steine an drei Adressen verlegt.

## Liste der Stolpersteine
| Adresse           | Datum der Verlegung | Person | Inschrift | Bild           | Bild des Hauses   |
| ----------------- | ------------------- | --- | --- | -------------- | ----------------- |
| Fischerstraße 18  | 23. Okt. 2014       | Hermann Stein (1862–1943) Hermann Stein wurde in Havelberg geboren. Am 19. Juli 1942 wurde er in Ghetto Theresienstadt deportiert, wo er am 20. Januar 1943 ermordet wurde. | Hier wohnte HERMANN STEIN Jg. 1862 deportiert 1942 Theresienstadt ermordet 20.1.1943                                            | Hermann Stein  | Fischerstraße 18  |
| Havelstraße 44    | 23. Okt. 2014       | Anton Schrader (1889–1933) Anton Schrader stammte aus Berlin und arbeitete in Havelberg als Monteur. Dort war er im September 1933 von SA-Angehörigen im Gasthaus „Deutsches Haus“ zusammengeschlagen und angeschossen und anschließend im Wald ausgesetzt worden. Am 8. September erlag er im Krankenhaus seinen Verletzungen. | Hier wohnte ANTON SCHRADER Jg. 1889 Sept. 1933 von SA misshandelt tot an den Folgen 8.9.1933                                    | Anton Schrader | Havelstraße 44    |
| Sandauer Straße 2 | 23. Okt. 2014       | Gustav Stein (1897–1942) Gustav Stein wurde in Havelberg geboren und wohnte später in Berlin. Am 22. November 1938 wurde er verhaftet und im KZ Sachsenhausen interniert. Am 14. Dezember wurde er zunächst entlassen, aber 1939 erneut in Sachsenhausen interniert. Am 7. August 1941 wurde er in KZ Ravensbrück deportiert. Von dort gelangte er am 25. März 1942 in die Tötungsanstalt Bernburg, wo er noch am selben Tag ermordet wurde. | Hier wohnte GUSTAV STEIN Jg. 1897 verhaftet 1939 Sachsenhausen 1941 Ravensbrück ‘verlegt’ 25.3.1942 Bernburg ermordet 25.3.1942 | Gustav Stein   | Sandauer Straße 2 |
| Sandauer Straße 2 | 23. Okt. 2014       | Bertha Stein geb. Kronbach (1876–1943) Bertha Stein stammte aus Marienau bei Marienwerder und wohnte später in Havelberg und Berlin. Von dort wurde sie am 3. Oktober 1942 ins Ghetto Theresienstadt deportiert, wo sie am 6. März 1943 ermordet wurde. | Hier wohnte BERTHA STEIN geb. Kronbach Jg. 1876 deportiert 1942 Theresienstadt ermordet 6.3.1943                                | Bertha Stein   | Sandauer Straße 2 |